# Malinauka (rejon dzierżyński)
Malinauka (biał. Малінаўка; ros. Малиновка, Malinowka) – wieś na Białorusi, w obwodzie mińskim, w rejonie dzierżyńskim, w sielsowiecie Dzierżyńsk, przy drodze republikańskiej R65.